# FK Železiarne Podbrezová
Az FK Železiarne Podbrezová egy szlovákiai labdarúgócsapat, melynek székhelye Zólyombrézón található. A csapat stadionja a 4000 fős befogadóképességű ZELPO Aréna.

## Története
A csapat 1920-ban alakult Zólyombrézó községben. A klub híres akadémiájáról, amely az évek során számos tehetséget nevelt ki, mint például Juraj Kucka, Michal Breznaník, Róbert Pich, Peter Štyvar vagy Marek Bažík. 
A klub 2014-ben jutott fel először a szlovák élvonalba.

### Névváltoztatások
- 1920 –1930: RTJ Podbrezová[2]
- 1930 –1936: ŠK Podbrezová
- 1936 –2006: ŠKP Podbrezová
- 2006 –2017: FO ŽP Šport Podbrezová
- 2017 –: FK Železiarne Podbrezová[3]

## Sikerei
- Másodosztály (1993-tól)
  - Győztes (2): 2013–14, 2021–22
  - Ezüstérmes (3):2007–08, 2011–12, 2012–13

## Játékoskeret
2024. augusztus 8-i állás szerint

## Külső hivatkozások
- Hivatalos weboldal (szlovákul)